# Overpower
Overpower – pierwszy album studyjny projektu Den Harrow, wydany nakładem Baby Records w 1985 roku na LP, a w niektórych krajach również na MC. W 1988 roku nastąpiło w Niemczech wznowienie albumu na CD. Za wizerunek odpowiedzialny był Stefano Zandri, jednak wszystkie piosenki z albumu zaśpiewał Tom Hooker.
Album zajął 20 miejsce na szwajcarskiej, a 29 – na szwedzkiej liście przebojów.

## Lista utworów
1. „Bad Boy” (4:14)
2. „Overpower” (4:18)
3. „Future Brain” (4:10)
4. „Make Ends Meet” (3:08)
5. „Mad Desire” (4:08)
6. „Charleston” (4:49)
7. „Feedback” (4:09)
8. „Jade (I Wanna Be There)” (4:55)
9. „Broken Radio” (4:45)

## Wykonawcy
- Tom Hooker – wokal
- Miki Chieregato – instrumenty klawiszowe
- Roberto Turatti – perkusja
- Paola Orlandi, Betty Maineri, Lalla Francia, Moreno Ferrara, Gabriele Balducci – wokal wspierający
- Abdul Zahraleb, Bwanago And The Swahili Tribe, Mohammad Ben Gouli, N'Dugu – wokal wspierający (gościnnie)
- Maurice Gianni – gitara (gościnnie)